# Pascal Rophé
Pascal Rophé (* 16. Juni 1960 in Paris) ist ein französischer Dirigent.

## Leben
Rophé studierte am Pariser Konservatorium. 1988 erhielt er den Zweiten Preis beim Wettbewerb junger Dirigenten in Besançon. Nach dem Abschluss seines Studiums  1992 arbeitete er mit Pierre Boulez und dem Ensemble intercontemporain zusammen, wo er auch David Robertson kennenlernte.  Von 2006 bis 2009 war er musikalischer Leiter des Orchestre Philharmonique Royal de Liège, von 2014 bis 2022 musikalischer Leiter des Orchestre national des Pays de la Loire. Mit diesem nahm er 2016 zum 100. Geburtstag von Henri Dutilleux ein Album mit selten gespielten Werken des Komponisten auf.
Daneben trat er in Frankreich und im Ausland mit Orchestern wie dem Orchestre Philharmonique de Radio France, dem BBC Symphony Orchestra, dem RTÉ National Symphony Orchestra, dem Orchestre de la Suisse Romande, dem Orchestra Sinfonica Nazionale della RAI, dem NHK-Sinfonieorchester und dem Orchestre philharmonique de Monte-Carlo auf. In der Saison 2019–20 dirigierte er u. a. das London Philharmonic Orchestra, das Orchestre Philharmonique de Radio France, das NDR Elbphilharmonie Orchester, das Stavanger Symfoniorkester und die Tapiola Sinfoniette.
In jeder Saison dirigiert Rophé ein bis zwei Opernaufführungen. Unter anderem waren das Pélléas et Mélisande mit der Glyndebourne Touring Opera, Thaïs am Teatro dell’Opera di Roma, Der Fliegende Holländer und Dialogues des Carmélites beim Tavaszi Fesztivál in Budapest. Im Bereich der zeitgenössischen Musik dirigierte er u. a. L'autre Côté von Bruno Mantovani in der Cité de la musique, Galilée von Michael Jarrell am Grand Théâtre de Genève, Héloïse et Abélard von Ahmed Essyad am Théâtre du Châtelet, Médée von Michèle Reverdy an der Opéra National de Lyon und Akhmatova von Mantovani an der Pariser Oper.
2004 wurde Rophé korrespondierendes Mitglied der Académie des Beaux-Arts. 2022 wurde er als Chevalier des Arts et des Lettres ausgezeichnet.